# Adia (diptère)
Pour les articles homonymes, voir Adia.
Genre
Synonymes
- Scategle Fan in Ye et al., 1982

Adia est un genre d'insectes diptères brachycères (mouches) de la famille des Anthomyiidae.

## Liste d'espèces
Selon Catalogue of Life :
- Adia aharonii
- Adia alatavensis
- Adia asiatica
- Adia aterrima
- Adia cinerella
- Adia coerulescens
- Adia densibarbata
- Adia grisella
- Adia latifrons